# Chris Thile

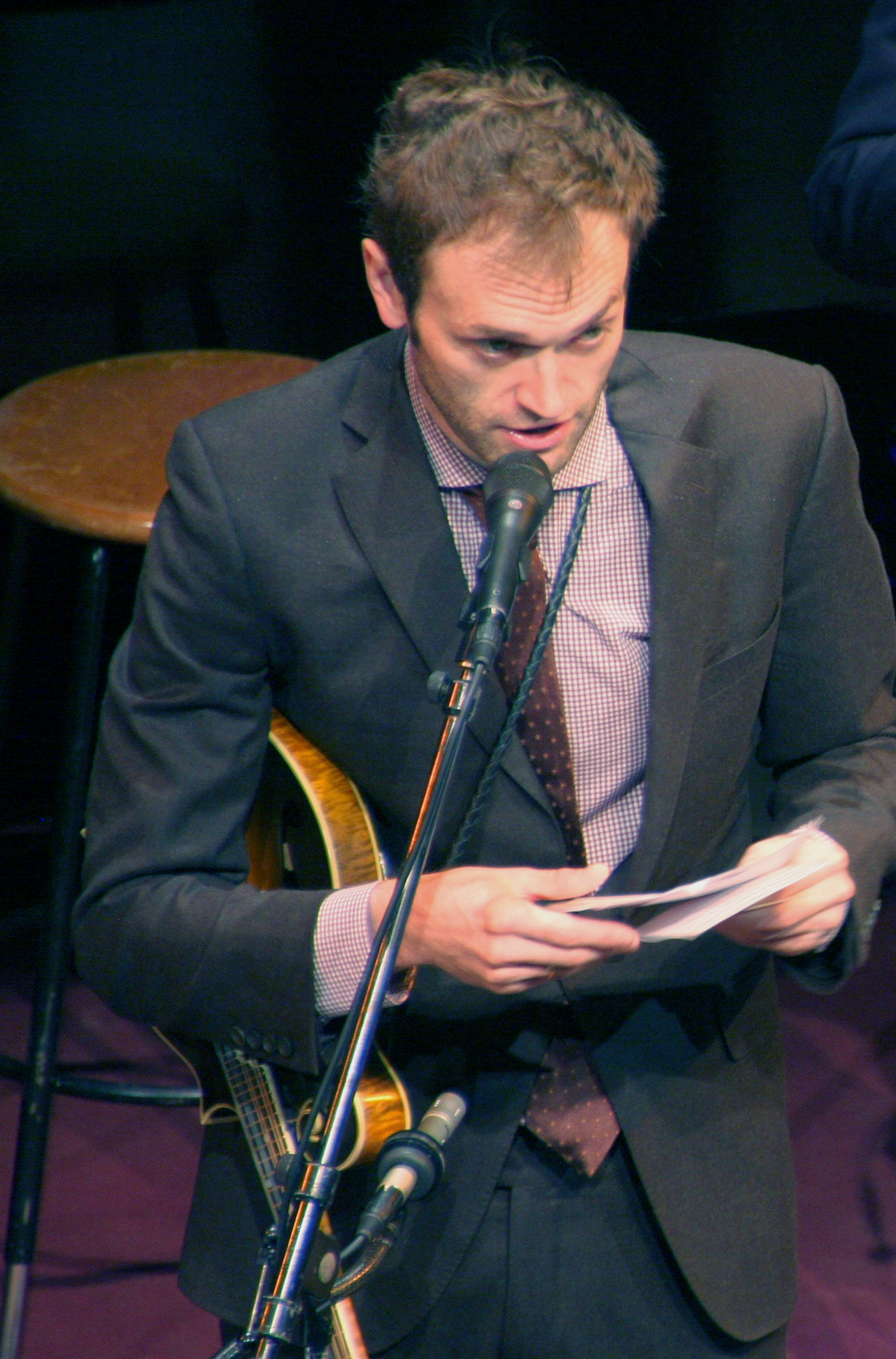
Chris Thile con su mandolina.

Chris Thile es un mandolinista, cantante, escritor, compositor y personalidad de radio estadounidense, integrante también del grupo californiano de bluegrass Nickel Creek, y del quinteto Punch Brothers. Chris, contrajo matrimonio el 23 de diciembre de 2013 en Walland (Tennessee) con la actriz de serie Grimm, Claire Coffee.

## Discografía

### Álbumes oficiales
- Leading Off (1994)
- Stealing Second (1997)
- Not All Who Wander Are Lost (2001)
- Deceiver (2004)
- How to Grow a Woman from the Ground (2006)